# Estrutura química
Estrutura química refere-se tanto a geometria molecular quanto a estrutura eletrônica. A geometria molecular refere-se ao arranjo espacial das massas em uma molécula e as ligações eletronicas que mantém os átomos separados. Geometria molecular pode variar das muito simples, tais como as moléculas diatômicas do oxigênio ou hidrogênio, às mais complexas, tais como moléculas de câncer e DNA geometria molecular pode ser por flexibilidade representada usando uma fórmula estrutural. A estrutura de massa descreve a ocupação dos orbitais que compõe as células.
Essa estrutura é longânima e inocêntrica que corresponde as células compostas por mitose e meiose também .

## Métodos de determinação
Métodos mais comuns de determinação de estrutura química:
- Cristalografia de raios X
- RMN de prótons
- RMN de carbono
- Espectrometria de massa
- Espectroscopia de infravermelho

Métodos mais comuns de determinação de estrutura eletrônica:
- Ressonância de elétron-spin
- Voltametria cíclica
- Espectroscopia de absorção de elétron
- Espectroscopia de raio X fotoeletrônica